# Salpingogaster virgata
Salpingogaster virgata är en tvåvingeart som beskrevs av Austen 1893. Salpingogaster virgata ingår i släktet Salpingogaster och familjen blomflugor. Inga underarter finns listade i Catalogue of Life.